# Торонто (Айова)
Торонто (англ. Toronto) — місто (англ. city) в США, в окрузі Клінтон штату Айова. Населення — 102 особи (2020).

## Географія
Торонто розташоване за координатами 41°54′10″ пн. ш. 90°51′46″ зх. д. / 41.90278° пн. ш. 90.86278° зх. д. (41.902889, -90.862757).  За даними Бюро перепису населення США в 2010 році місто мало площу 0,48 км², уся площа — суходіл.

## Демографія
Згідно з переписом 2010 року, у місті мешкали 124 особи в 48 домогосподарствах у складі 36 родин. Густота населення становила 257 осіб/км².  Було 59 помешкань (122/км²).
Расовий склад населення:
| - 97,6 % — білих - 2,4 % — чорних або афроамериканців |

До двох чи більше рас належало 0,0 %. Частка іспаномовних становила 2,4 % від усіх жителів.
За віковим діапазоном населення розподілялося таким чином: 21,8 % — особи молодші 18 років, 65,3 % — особи у віці 18—64 років, 12,9 % — особи у віці 65 років та старші. Медіана віку мешканця становила 47,0 року. На 100 осіб жіночої статі у місті припадало 117,5 чоловіків;  на 100 жінок у віці від 18 років та старших — 110,9 чоловіків також старших 18 років.
Середній дохід на одне домашнє господарство  становив 47 382 долари США (медіана — 45 000), а середній дохід на одну сім'ю — 49 234 долари (медіана — 48 750). За межею бідності перебувало 6,6 % осіб, у тому числі 19,4 % дітей у віці до 18 років та 0,0 % осіб у віці 65 років та старших.
Цивільне працевлаштоване населення становило 75 осіб. Основні галузі зайнятості: роздрібна торгівля — 29,3 %, транспорт — 21,3 %, освіта, охорона здоров'я та соціальна допомога — 13,3 %, мистецтво, розваги та відпочинок — 9,3 %.